# Partia Akcji Demokratycznej Chorwacji
Partia Akcji Demokratycznej Chorwacji (chorw. Stranka demokratske akcije Hrvatske, SDAH) – chorwacka partia polityczna reprezentująca mniejszość boszniacką. Ugrupowanie ściśle współpracuje z działającą na terytorium Bośni i Hercegowiny muzułmańską Partią Akcji Demokratycznej.

## Historia
Ugrupowanie powstało w Zagrzebiu 20 czerwca 1990 jako Partia Akcji Demokratycznej – Oddział w Chorwacji. W 1992 przyjęło aktualną nazwę. Partia opowiada się za poszanowaniem praw mniejszości narodowych, działa na rzecz zapewnienia politycznej reprezentacji Boszniaków w życiu publicznym, ochrony tożsamości narodowej, autonomii religijnej, utrzymywaniem łączności z Bośnią i Hercegowiną przy nienaruszalności granic Chorwacji i integralności terytorialnej tego kraju. W wyborach krajowych w 2003 i w 2007 partia uzyskiwała mandat posła do Zgromadzenia Chorwackiego V i VI kadencji – jej kandydat i ówczesny lider, profesor Šemso Tanković, wygrywał głosowanie na przedstawiciela Albańczyków, Boszniaków, Czarnogórców, Macedończyków i Słoweńców.